# Eduard Taube
Gustaf Eduard Taube, född den 4 november 1818 i Uppsala, död den 14 maj 1899 i Stockholm, var en svensk greve och militär. Han var son till Gustaf Johan Taube.
Taube blev underlöjtnant vid Svea artilleriregemente 1836, löjtnant där 1848, generalstabsofficer 1850, kapten i armén 1854 och i regementet 1855. Han blev adjutant hos Oskar I 1857 och hos Karl XV 1864. Taube blev major i armén 1859. Han var stabschef i Fjärde militärdistriktet 1859–1868 och major vid Skaraborgs regemente 1864–1879. Taube befordrades till överstelöjtnant i armén 1867 och till överste i armén 1869. Han blev kommendant för Stockholms garnison 1868. Taube blev riddare av Svärdsorden 1862 och kommendör av första klassen av samma orden 1879.